# 马德里-迪德乌斯
马德里-迪德乌斯是巴西巴伊亚州的一个市镇。总面积11.141平方公里，总人口15432人，人口密度1385.2人/平方公里。